# Rachid Aït-Atmane
Rachid Aït-Atmane (àrab: رشيد آيت عثمان, Raxīd Ayt Uṯmān) (Bobigny, 4 de febrer de 1993), més conegut simplement com a Rachid, és un futbolista professional algerià que juga com a migcampista pel JS Kabylie.

## Carrera de club
Nascut a Bobigny, Aït-Atmane es va formar amb l'RC Lens i hi va debutar com a sènior amb l'equip filial la temporada 2010–11, al Championnat de France amateur. El 4 de juny de 2013 va signar contracte amb l'Sporting de Gijón per jugar amb l'equip b a segona B.
Aït-Atmane va jugar el seu primer partit com a professional el 23 d'agost de 2014, en què entrà com a substitut a la segona part en una victòria per 2–1 fora de casa contra el CD Numancia a segona divisió. El 10 de juliol de l'any següent va renovar el seu contracte fins al 2019, i fou definitivament promogut al primer equip.
Aït-Atmane va debutar a La Liga el 23 d'agost de 2015, entrant com a suplent per Carlos Carmona en un empat 0–0 a casa contra el Reial Madrid CF.